# Ipueiras (kommun i Brasilien, Tocantins)
Ipueiras är en kommun i Brasilien.   Den ligger i delstaten Tocantins, i den centrala delen av landet, 500 km norr om huvudstaden Brasília. Antalet invånare är 1 639.
Omgivningarna runt Ipueiras är huvudsakligen savann. Trakten runt Ipueiras är nära nog obefolkad, med mindre än två invånare per kvadratkilometer.